# Майнкрафт: Филмът
„Майнкрафт: Филмът“ (на английски: A Minecraft Movie, буквално „Филм за Майнкрафт“) е американски приключенски фентъзи комедиен филм от 2025 г., базиран на едноименната игра, създадена през 2009г. от „Моджанг Студиос“. Режисьор е Джаред Хес по сценарий на Крис Боуман и Хъбъл Палмър. Главните роли се изпълняват от Джак Блек и Джейсън Момоа, а другите са Даниел Брукс, Ема Майърс Дженифър Кулидж, Кейт Маккинън и Джемейн Клемент. Снимките се проведат в Нова Зеландия в средата на януари 2024 г. и свършват в средата на април 2024 г. Официалния тийзър излиза на 4 септември 2024 г., а официалния – на 19 ноември.
Премиерата на филма излиза в Съединените щати на 4 април 2025 г. от „Уорнър Брос Пикчърс“ и в България от „Александра Филмс“.

## Актьорски състав
- Джейсън Момоа – Гарет „Боклукчията“ Гарисън[4][5][6][7]
- Джак Блек – Стийв[10]
- Ема Майърс – Натали[11]
- Даниел Брукс – Даун[12]
- Себастиан Хансен – Хенри[12]
- Дженифър Кулидж – Вицедиректорът Марлийн[13]
- Рейчъл Хаус – гласът на Малгоша
- Джемейн Клемент:[14]
  - Дарил, акционер
  - Брус, бащата на Малгоша
- Джаред Хес – гласът на генерал Чънгъс
- Мат Бери – гласът на Нитуит
- Кейт Маккинън – гласът на Алекс, жена, която живее в къщата на Стийв[14]